# Teodoro Agurto
Teodoro Agurto Muñoz (Santiago, 9 de noviembre de 1900-14 de junio de 1948). Constructor y político democrático chileno. Estudió en el Liceo Valentín Letelier, y se dedicó luego a la construcción.
Militante del Partido Democrático, por el cual fue elegido Diputado por el 1.er. Distrito Metropolitano: Santiago (1941-1945), participando de la comisión permanente de Constitución, Legislación y Justicia.
Después de su período legislativo continuó con sus actividades ligadas a la construcción, sin embargo, ya era propietario de una empresa dedicada el rubro. Llegó a ser delegado al Congreso de Construcciones efectuado en Bélgica (1947).